# Olios xerxes
Olios xerxes är en spindelart som först beskrevs av Pocock 1901.  Olios xerxes ingår i släktet Olios och familjen jättekrabbspindlar. Inga underarter finns listade i Catalogue of Life.